# Jaroslav Kacer
Jaroslav Kacer (* 14. července 1977 Brno) je moravský politik a manažer, v letech 2010 až 2018 zastupitel města Brna (v letech 2016 až 2018 náměstek primátora), v letech 2010 až 2014 také zastupitel a radní Městské části Brno-Bystrc, bývalý člen TOP 09.

## Život
Absolvoval Střední průmyslovou školu Sokolská v Brně a Fakultu strojního inženýrství Vysokého učení technického v Brně (získal tak titul Ing.).
Zastával řadu manažerských funkcí v soukromé i veřejné sféře (oblastní obchodní manažer, poradce pro firmy před certifikací, vedoucí reklamního týmu, obchodní a provozní ředitel, pověřený ředitel státní příspěvkové organizace či ředitel odboru). Dále založil reklamní agenturu a soukromě podnikal v poradenských a projektových aktivitách.
Jaroslav Kacer žije v Brně, konkrétně v Městské části Brno-Bystrc.

## Politické působení
V minulosti byl členem ODS a poté TOP 09. Spoluzakládal místní organizace, dále pak regionální i krajskou organizaci TOP 09. Koordinoval všechny volební kampaně TOP 09 ve městě Brně a v Jihomoravském kraji. Byl předsedou místní organizace, místopředsedou krajské organizace a od roku 2011 do roku 2018 byl předsedou regionální organizace TOP 09 Brno-město.
Na 3. celostátním sněmu TOP 09 v Praze byl v prosinci 2013 zvolen členem předsednictva strany. Funkci zastával do listopadu 2015.
Do politiky vstoupil, když byl v komunálních volbách v roce 2010 zvolen za TOP 09 do Zastupitelstva městské části Brno-Bystrc. V listopadu 2010 se navíc stal radním městské části. Ve volebním období 2010–14 předsedal Výboru finančnímu a Komisi bytové a majetkové. Bez zisku mandátu pak z 6. místa kandidoval na zastupitele městské části i v komunálních volbách v roce 2014.
V komunálních volbách v roce 2010 byl také za TOP 09 zvolen do Zastupitelstva města Brna. Působil jako člen Komise majetkové, Komise bydlení a Komise dopravy. V komunálních volbách v roce 2014 vedl kandidátku TOP 09 a byl tak kandidátem strany na post brněnského primátora. Post zastupitele města Brna obhájil. V současnosti je předsedou Komise smart city RMB, člen Komise investiční RMB, člen Finančního výboru ZMČ a člen dozorčí rady Dopravního podniku města Brna. Dne 21. června 2016 byl zvolen 5. náměstkem primátora pro oblast smart city, strategie města, informatiky a elektronizace úřadu.
V roce 2018 z TOP 09 vystoupil. V komunálních volbách v roce 2018 do Zastupitelstva města Brna byl z pozice nestraníka lídrem kandidátky subjektu Smart moravská metropole (tj. Moravské zemské hnutí a nezávislí kandidáti), a tudíž i kandidátem tohoto uskupení na post primátora města. Mandát zastupitele města se mu však obhájit nepodařilo. Nebyl zvolen ani zastupitelem městské části Brno-Bystrc, kde kandidoval jako nestraník za uskupení „Bystrčáci“. Od roku 2018 je předsedou Komise Rady města Brna pro chytré a otevřené město.